# Inconstant (1916)
Pour les articles homonymes, voir Inconstant (homonymie).
L'Inconstant est une canonnière de lutte anti-sous-marine de la Marine nationale française, l’un des 23 navires de classe Ardent construits. Il est lancé le 6 mars 1916 à l’Arsenal de Brest et commissionné la même année dans la Marine nationale française. Le navire a servi durant la Première Guerre mondiale et l’entre-deux-guerres. Il été rayé de la liste de la flotte en 1933.

## Conception
Les canonnières de classe Ardent ont été commandées dans le cadre du programme d’expansion de la flotte française de 1916 et 1917,. En 1916, l’état-major de la marine française commanda 23 canonnières anti-sous-marines (ASM), de 266 tonnes, à machines à vapeur à triple expansion, qui furent nommés « classe Ardent ». Les navires étaient fondamentalement identiques aux canonnières de classe Friponne. Ils s’en distinguaient principalement par le type de propulsion : les canonnières de classe Friponne utilisaient des moteurs Diesel, mais les navires de classe Ardent étaient équipés de machines à vapeur, dans de nombreux cas récupérées sur de vieux torpilleurs mis hors service,. Ils différaient donc sensiblement les uns des autres en ce qui concerne la puissance et la vitesse. Ils avaient tous des étraves en forme d’arc, mais ils différaient par la forme des superstructures et leur équipement.
L'Inconstant était conçu pour la lutte anti-sous-marine,. Sa coque avait une longueur hors tout de 60,2 mètres, une largeur de 7,2 mètres et un tirant d'eau de 2,9 mètres,,. Son déplacement était de 266 tonnes à charge normale et de 400 tonnes à pleine charge,.
Le navire était propulsé par une machine à vapeur verticale à triple expansion d’une puissance de 1500 à 2200 ch, entraînant une seule hélice,. La vapeur était fournie par deux chaudières à charbon système du Temple ou Normand,. La vitesse maximale du navire était comprise entre 14 et 17 nœuds,,. Le navire transportait 85 tonnes de combustible, ce qui lui permettait d’atteindre une autonomie de 2000 milles marins à une vitesse de 10 nœuds,
L’armement de la canonnière se composait de deux canons de 100 mm modèle 1897 et de deux rampes pour larguer des grenades anti-sous-marines,,.
L’équipage du navire était composé de 55 officiers, officiers mariniers et matelots,,.

## Historique
L'Inconstant a été construit au chantier naval de l’Arsenal de Brest,, mis en chantier en 1916 et lancé le 6 mars 1916, sur le bassin du Point du Jour.

### Première Guerre mondiale
L'Inconstant est commissionné dans la Marine nationale en 1916, comme dragueur de mines. Affecté à la Division de Bretagne, le navire sert dans le golfe de Gascogne, et effectue essentiellement des patrouilles dans le secteur de Biscarrosse. Le 17 juin 1917, l'Inconstant participe au sauvetage de l'équipage du croiseur cuirassé Kléber, qui fait naufrage après avoir sauté sur une mine. L'Inconstant tente de remorquer le Kléber jusqu'au Goulet de Brest, mais en vain : privé d'énergie électrique pour alimenter ses pompes, le croiseur cuirassé se remplissait inexorablement d’eau, et l'ordre d'abandonner le navire a dû être donné. Plusieurs navires s’approchent du croiseur en perdition et sauvent la plus grande partie de son équipage (568 hommes), mais 38 hommes périssent néanmoins dans le naufrage.
Du 1er décembre 1917 au 1er septembre 1919, l'Inconstant est affecté à la 8ème escadrille de patrouille de la Division des patrouilles de Bretagne et de la Loire,. Cette unité, basée à Lorient et commandée par le capitaine de frégate Jules Francis Louis Bienaymé, avait pour mission la surveillance de la côte entre Penmarch et Quiberon et l’escorte des convois dans la même zone. Elle fut occasionnellement sollicitée pour escorter des navires de grande pêche,

### Entre-deux-guerres
Tous les navires de classe Ardent ont survécu à la guerre. La majorité sont convertis dans les années 1920 en dragueurs de mines, avec l’ajout d’un équipement mécanique de dragage. Le navire a été ainsi converti entre 1918 et 1920,. Il remplit cette fonction dans l’entre-deux-guerres jusqu’à la fin de son service, en 1933,.
En 1919, l'Inconstant est affecté à la 6e Escadrille de dragage basée à Dunkerque. Il est alors commandé par le lieutenant de vaisseau Yves Victor Marie Donval, du port de Lorient. Cet officier fait l’objet d’une proposition extraordinaire d’avancement pour le grade de capitaine de corvette par décision ministérielle du 12 décembre 1919 (JO du 16 décembre 1919, p. 14600) pour le motif suivant : « Pour les dragages effectués dans le secteur de Dunkerque. A fait preuve de qualités remarquables de commandement et de sens marin. »
Durant cette période, le navire perd cependant un membre d’équipage : le matelot de 2ème classe gabier Jean-Baptiste Desgardin, né le 9 novembre 1898, à Équihen-Plage, commune d’Outreau (Pas-de-Calais), disparu en mer le 12 août 1919. Son jugement de décès est prononcé le 21 avril 1921 par le Tribunal civil de première instance de Boulogne-sur-Mer, et transcrit le 31 octobre 1921 à Équihen-Plage).
Au plan administratif, l'Inconstant fut considéré comme un bâtiment armé en guerre pour les périodes suivantes : du 9 juillet au 28 août 1916 ; du 15 octobre 1916 au 25 mars 1917 ; du 13 juin au 8 septembre 1917 ; du 16 février au 18 septembre 1918 ; et du 12 novembre 1918 au 24 octobre 1919, date de cessation des hostilités (Circulaire du 25 avril 1922 établissant la Liste des bâtiments et formations ayant acquis, du 3 août 1914 au 24 octobre 1919, le bénéfice du double en sus de la durée du service effectif (Loi du 16 avril 1920, articles 10, 12, 13.), §. A. Bâtiments de guerre et de commerce. : Bulletin officiel de la Marine 1922, n°14, p. 720 et 748).
Le 15 août 1923, le Ministre de la Marine M. Flaminius Raiberti effectue un voyage à bord de l'Inconstant (alors commandé par le lieutenant de vaisseau Jardel) dans le secteur de Brest pour visiter divers sites,
L'Inconstant est reclassé en 1924 comme aviso. Le 26 octobre 1927, avec le remorqueur Faron et les torpilleurs d’escadre Massue et Mortier, l'Inconstant est mis en vente par l’Administration des Domaines de Toulon selon la procédure d’adjudication publique sur soumissions cachetées,,. Cependant, la vente est déclarée infructueuse, et l'Inconstant est maintenu en service. Il est affecté en Indochine et repeint avec une livrée blanche, comme tous les navires affectés dans les colonies. Il est définitivement désarmé le 24 janvier 1933. L'Inconstant est vendu à Saïgon le 10 mai 1933 pour 3450 piastres à M. Tran-Nhi.

## Commandants
- Lieutenant de vaisseau Yves Victor Marie Donval[24], du port de Lorient[18],[25],[26]
- Lieutenant de vaisseau Germain Paul Jardel[27] : en 1923[21]
- Lieutenant de vaisseau Roger-Gabriel Lambert : 1927 à 1929[28]